# Märzklausel
Als Märzklausel bezeichnet man den § 23a Absatz 4 Viertes Buch Sozialgesetzbuch.
Demnach ist „einmalig“ gezahltes Arbeitsentgelt dem letzten Entgeltabrechnungszeitraum des vergangenen Kalenderjahres zuzuordnen, wenn:
- die Einmalzahlung in den Monaten Januar bis März erfolgt,
- der Arbeitnehmer bereits im Vorjahr bei diesem Arbeitgeber beschäftigt war und
- mit der Sonderzahlung und dem beitragspflichtigen Arbeitsentgelt des laufenden Kalenderjahres die anteilige Jahres-Beitragsbemessungsgrenze in einem Versicherungszweig überschritten wird.